# أكل التراب

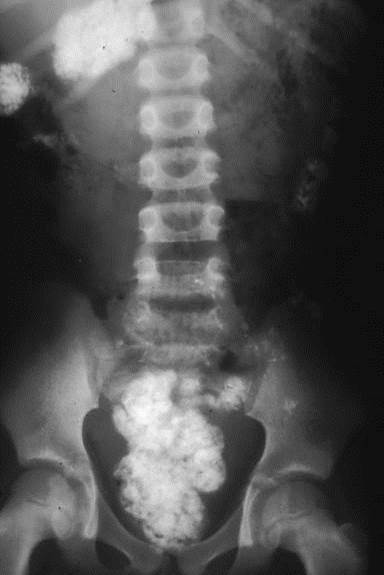
تُظهِر الأشعة السينية (أشعة إكس) السيليكا في جزيئات التربة بيضاء، والتي كانت تؤكل من قِبَل امرأة من جنوب أفريقيا.

أَكْلُ التُّراب أو أَكْلُ الوَحلِ أو التَّارِب أو الطَّاسِل أو الكَيْمُوح أو السََامِل (بالإنجليزية: Geophagia) هو ممارسة أكل مواد تشبه الطين أو التراب مثل الطمي أو الطباشير. يحدث هذا في الحيوانات حيث أنه قد يكون سلوكًا طبيعيًا أو غيرَ طبيعيّ، وأيضا في البشر في معظم الأحيان في المناطق الريفية أو مجتمعات ما قبل الصناعة بين الأطفال والحوامل من النساء.:33 قد يكون أكل التراب بواسطة الإنسان ذي صلة بالوحام، وهو اضطراب في الأكل في الدليل التشخيصي والإحصائي للاضطرابات العقلية (DSM) يتميز برغبة شديدة وغير طبيعية في تناول مواد غير مُغذّية.

## البشر

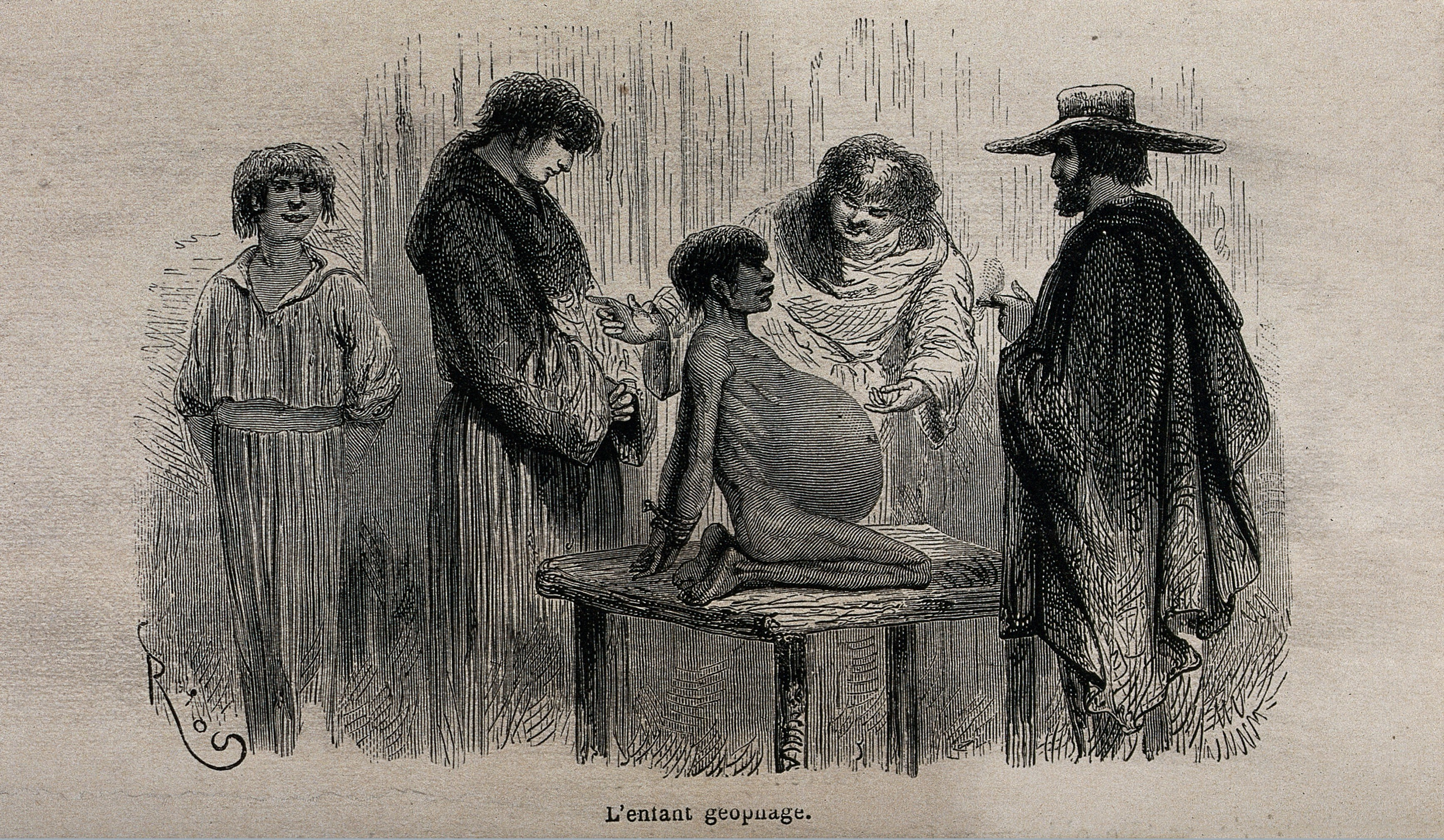
طفلة في الخامسة من عمرها فيبيرو مع رغبة في تناول الأرض (geophagia).

### الأدلّة الأنثروبولوجية والتاريخية
يعتقد بعض الباحثين أن أول إنسان أكل التربة كان في أفريقيا. يُعدّ أكل التراب عالميًا تقريبًا في أنحاء العالم في المجتمعات القبلية وفي المجتمعات الريفية التقليدية (على الرغم من أنه لم يتم توثيقها في اليابان وكوريا). في العالم القديم، لاحظ العديد من الكتاب استخدام أكل التراب. وأيضًا لاحظ بلينيوس الأكبر استخدام التربة في ليمنوس، وهي جزيرة في اليونان، وقد لُوحِظ أكل التراب في هذه الجزيرة حتى القرن الرابع عشر. يذكر كتاب أبقراط (460-377 قبل الميلاد) أكل التراب، وربط الكتاب الطبي الشهير De Medicina الذي تم تحريره بواسطة كورنيليوس سيلسوس (14-37 ميلاديًا) بين فقر الدم وأكل التراب.
لاحظ المستكشفين الأوائل في الأمريكتين استخدام أكل التراب بين الأمريكيين الأصليين، بما في ذلك جبرائيل سواريس دي سوزا الذي استخدم أكل التراب في الانتحار في قبيلة عام1587 في البرازيل، وفي أفريقيا، كتب ليفينغستون عن العبيد الذين تناولوا الطين في زنجبار، وهو يعتقد أيضًا أن أعدادًا كبيرة من العبيد جلبوا معهم ممارسات أكل الطين عندما تم شحنهم كجزء من تجارة الرقيق عبر المحيط الأطلسي. كان أكل التراب شائعًا بين العبيد الذين لُقِّبوا بـ «أكلة الطمي» لأنهم عُرِفوا باستهلاك الطين، وكذلك التوابل، والرماد، والطباشير، والعشب، والجص، والطلاء، والنشا.
في عصورٍ أحدث، وِفقًا  لكتاب فقراء الجنوب البيض كان أكل التراب شائعًا بين البيض الفقراء في جنوب شرق الولايات المتحدة في القرن التاسع عشر وأوائل القرن العشرين، وكان أحيانًا يُسخَر منه في الأدب الشعبي. يذكر الأدب أيضًا «يعتقد الكثير من الرجال أن أكل الطين يزيد البراعة الجنسية، وادَّعت بعض الإناث أن تناول الطين ساعد النساء الحوامل على جعل الولادة يسيرة.» قد يكون أكل التراب بين الجنوبيين ناجمًا عن ارتفاع معدل انتشار مرض الشصية، والذي تكون أحد أعراضه الرغبة في تناول الطين.

### الممارسات المعاصرة

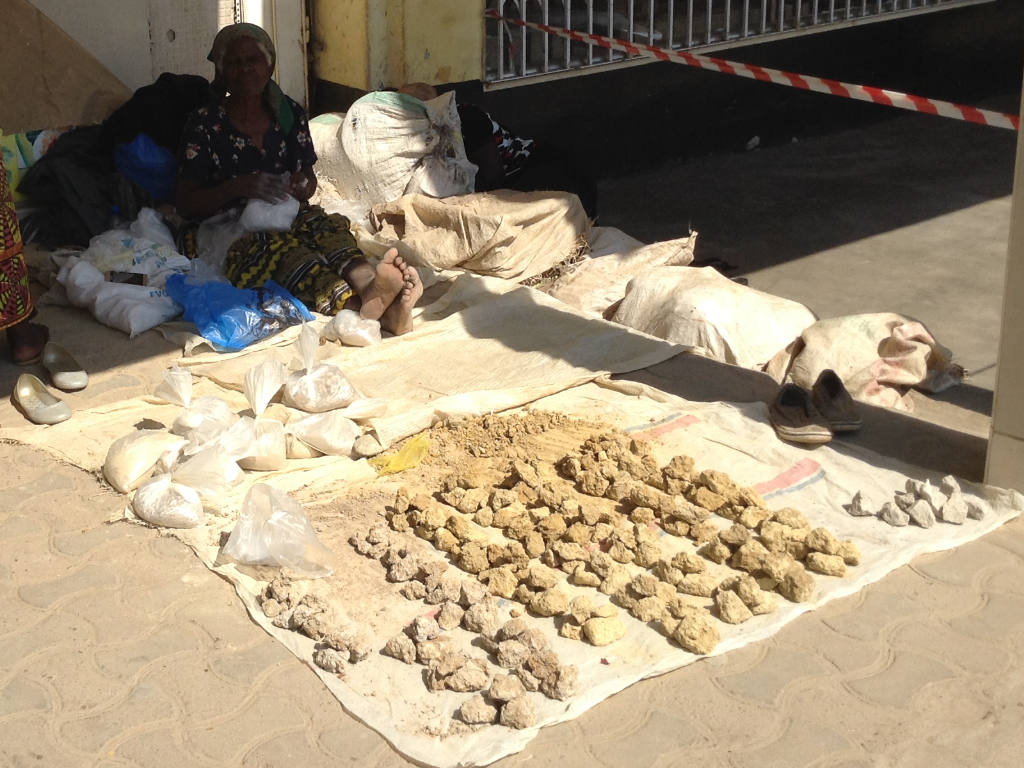
العديد من الصخور المختلفة من مادة مثل الطين تُباع في سوق محلية في كابوي في زامبيا. عادة ما يتم شراؤها وتناولها من قِبَل النساء الحوامل.

فيأفريقيا، يُعرف أكل التراب أحيانًا باسم كاولين (في غابون والكاميرون)، أو (في غينيا الاستوائية)، يؤكل من أجل المتعة أو لسد حاجة الجوع. يُباع الكاولين للاستهلاك البشري في معظم الأسواق في الكاميرون ويُطعَّم في كثير من الأحيان بنكهة التوابل مثل الفلفل الأسود والهيل. ويكون الاستهلاك أكبر بين النساء خاصة أثناء الحمل.
في هايتي، يعاني الناس من الفقر ومن المعروف تناول البسكويت المصنوع من التراب والملح والسمن النباتي. يملك هذا البسكويت الحد الأدنى من القيمة الغذائية، فيمكِّن الفقراء من البقاء على قيد الحياة.
ومع ذلك، ذُكِر أن استهلاكه على المدى الطويل يسبب آلام فيالمعدة، ويمكن أن يكون مصدرًا لسوء التغذية ولاينصح به الأطباء.
في الولايات المتحدة، يُباع الطين المطبوخ، والمخبوز، والمعالَج في محلات مخازن الأغذية الصحية وأسواق السلع المستعملة الريفية في الجنوب. في المناطق الريفية من ولاية ميسيسيبي وغيرها من الولايات الجنوبية، كان استهلاك الطين الغني بالتراب عرفًا شائعًا وقد مُورس من قِبل الفقراء البيض والسود منذ أجيال. ومع ذلك، أصبح أكل التراب أقل انتشارًا حييث اندمج الريف الأميركي في الثقافة الحضرية.
البنتونيت هو طين متاح في جميع أنحاء العالم كوسيلة مساعدة على الهضم؛ الكاولين أيضًا يُستخدم على نطاق واسع كوسيلة مساعدة في الهضم وكقاعدة لبعض الأدوية. الأتابولجيت، نوع آخر من الطين، هو العنصر النشط في العديد من أدوية مكافحة الإسهال.

## الحيوانات
ينتشر أكل الطين على نطاق واسع في المملكة الحيوانية. كان جالينوس، الفيلسوف والطبيب اليوناني، أول من سجل استخدام الطين من قِبل الحيوانات المريضة أو المصابة في القرن الثاني الميلادي. وتم توثيق هذا النوع من أكل التراب في «العديد من الأنواع من الثدييات والطيور والزواحف والفراشات، وخاصة بين الحيوانات العاشبة.»

### الطيور

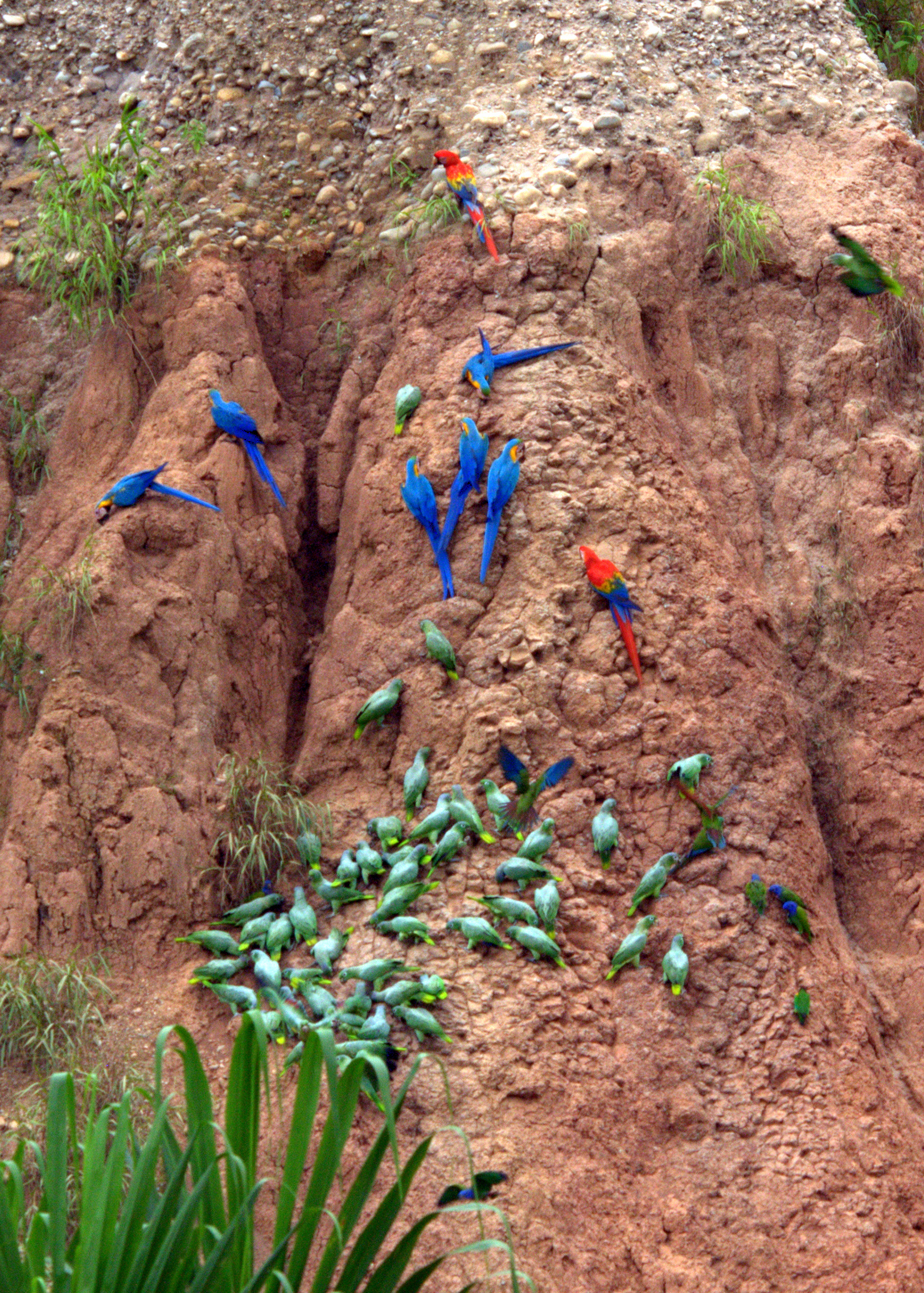
ببغاوات تأكل الأرض

لُوحِظ أن أنواع كثيرة من ببغاوات أمريكا الجنوبية تلعق في الطين،  كما لُوحظ تناول الكوكاتو كبريتي العرف للطين في بابوا غينيا الجديدة. ويُظهر تحليل التربة التي تستهلكها الطيور البرية أنها غالبًا ما تفضل التربة ذات المحتوى العالي من الطين.
يمكن أن يؤدي تفضيل أنواع معينة من الطين أو التربة إلى سلوك تغذية غير معتاد. فعلى سبيل المثال، تتجمع الببغاوات البيروفية الأمازونية ليس فقط في منحنى معين من نهر مانو ولكن في طبقة معينة من التربة التي توجد على طول هذا المنعطف مئات الأمتار أفقيًا. تتجنب الببغاوات تناول الركيزة في طبقات أعلى أو أسفل بمتر واحد من الطبقة المفضلة. فتأكل هذه الببغاوات بانتظام البذور والفواكه غير الناضجة التي تحتوي على قلويدات وسموم الأخرى التي تجعلها مريضة وحتى تسبب موتها. ولأن العديد من هذه المواد الكيميائية تصبح مشحونة إيجابيًا في المعدة الحمضية، فإنها ترتبط بالمعادن الطينية التي تملك مواقع لتبادل الكاتيون سالبة الشحنة، وبالتالي تصبح آمنة. تتميز التربة المفضلة لديهم بقدرة تبادل كاتيوني أعلى بكثير من الطبقات المتجاورة من التربة التي تم رفضها لأنها غنية بالمعادن السميكتية والكاولين والميكا. تفوق التربة المفضلة الكاولينات المعدنية النقية وتتجاوز أو تقترب من البنتونيت النقي في قدرتها على ربط الكينين وحامض التانيك. وتشير اختبارات هذه التربة في المختبر وفي الجسم الحي إلى أنها تطلق أيضًا كميات هامة من المعادن مثل الكالسيوم والصوديوم. ولا يزال مجهولًا أي وظيفة هي الأكثر أهمية في الطيور آكلة التراب.

### الرئيسيات
هناك العديد من الفرضيات حول أهمية الجيوفاجيا في الخفافيش والرئيسيات.:436 وقد لُوحظ أن الشمپانزي في حديقة كيبال الوطنية بأوغندا يستهلك التربة الغنية بطين الكاولينيت قبل وقت قصير أو بعد استهلاك النباتات بما في ذلك تريشيليا روبسنس التي تمتلك خصائص مضادة للملاريا في المختبر.

### الخفافيش
هناك جدال حول ما إذا كانت الجيوفاجيا في الخفافيش أساسًا للمكملات الغذائية أو لإزالة السموم. لكن من المعروف أن بعض الأنواع من الخفافيش تلعق المعادن أو الملح بانتظام.
ولذلك، من غير المحتمل أن يكون التكميل المعدني هو السبب الرئيسي لأكل التراب في الخفافيش. بالإضافة إلى ذلك، يزيد وجود الخفافيش التي تلعق الملح خلال فترات ارتفاع طلب الطاقة. فتم التوصُّل إلى أن الغرض الأساسي من وجود خفافيش تلعق الملح هو لأغراض إزالة السموم، وتعويض عن زيادة استهلاك الفاكهة السامة والبذور. وقد تبين أن هذا واضح بشكل خاص في الخفافيش المرضعات والحوامل، مع زيادة تناول الطعام لتلبية مطالب الطاقة العالية.

## التأثير على الصحة
تم الكشف عن معادن طينية لها آثار ميكروبيولوجية مفيدة، مثل حماية المعدة ضد السموم والطفيليات ومسببات الأمراض. فالبشر غير قادرين على تصنيع فيتامين B12 (كوبالامين)، لذلك قد يكون أكل التراب تكيف سلوكي للحصول عليه من البكتيريا في التربة.:195
قد يختلف المحتوى المعدني في التربة في كل منطقة، ولكن العديد منها يحتوي على مستويات عالية من الكالسيوم والنحاس والمغنيسيوم والحديد والزنك التي تعتبر ضرورية بالنسبة للنساء الحوامل والفلاحين، حيث تميل الطبيعة عادة إلى تفضيل السلوكيات القائمة على البقاء على قيد الحياة. هناك مخاطر صحية واضحة في استهلاك التربة الملوثة بالبراز الحيواني أو البشري؛ على وجه الخصوص، بيض الديدان الطفيلية، مثل الأسكارس، التي يمكن أن تبقى قابلة للحياة في التربة لسنوات، مما يؤدي إلى التهابات الديدان الطفيلية. يشكل الكزاز خطرًا إضافيًا. ويرتبط التسمم بالرصاص أيضًا بأكل التراب.

## وصلات خارجية
- CDC on eating dirt